# کوکویل (تنسی)
کوکویل(به انگلیسی: Cookeville) شهری در ایالت تنسی کشور ایالات متحده آمریکا است که جمعیت آن در سرشماری سال ۲۰۱۰ میلادی، ۳۰٬۴۳۵ نفر بوده‌است.